# Hatebreeder
Hatebreeder je druhým řadovým albem finské metalové kapely Children of Bodom. Album bylo nahráno v Astia-Studios v průběhu prosince 1998 a ledna 1999.

## Seznam skladeb
1. „Warheart“ – 4:08
2. „Silent Night, Bodom Night“ – 3:14
3. „Hatebreeder“ – 4:22
4. „Bed Of Razors“ – 3:57
5. „Towards Dead End“ – 5:09
6. „Black Widow“ – 3:46
7. „Wrath Within“ – 3:54
8. „Children Of Bodom“ – 5:15
9. „Downfall“ – 4:33